# Contrainte (mathématiques)
Cet article concerne les contraintes en optimisation. Pour les contraintes en mécanique du solide, voir Mécanique des milieux continus. Pour la satisfaction de contraintes, voir Problème de satisfaction de contraintes. Pour la page d'homonymie, voir Contrainte.
En mathématiques, une contrainte est une condition que doit satisfaire la solution d'un problème d'optimisation. On distingue deux types de contraintes : les contraintes d'égalité et les contraintes en inégalité. L'ensemble des solutions satisfaisant toutes les contraintes est appelé l'ensemble admissible.

## Exemple
On considère un problème d'optimisation classique :
{\displaystyle \min _{\mathbf {x} \in C}f(\mathbf {x} )}
avec
{\displaystyle f(\mathbf {x} )=x_{1}^{2}+x_{2}^{4}}
et
{\displaystyle C=\{(x_{1},x_{2})\in \mathbb {R} ^{2},x_{1}\geq 1,x_{2}=1\}}
et {\displaystyle \mathbf {x} } désigne le vecteur (x1, x2).
Dans cet exemple, la première ligne montre la fonction à minimiser (appelée fonction objectif ou fonction-coût) mais aussi l'ensemble où la solution doit être recherché, ici C. Cet ensemble est défini par une contrainte en inégalité sur la première composante et une contrainte d'égalité sur la seconde.
Sans ces contraintes, la solution serait le couple {\displaystyle (0,0)\,}, où {\displaystyle f(\mathbf {x} )} atteint son minimum. Or, ce couple n'est pas dans l'espace des contraintes. Ici, la solution du problème d'optimisation sous contraintes donné est {\displaystyle \mathbf {x} =(1,1)}, qui est le point où {\displaystyle f(\mathbf {x} )} atteint la plus petite valeur possible tout en satisfaisant les deux contraintes.

## Terminologie
- Si une contrainte en inégalité est satisfaite en égalité au point optimal, la contrainte est dite saturée, dans le sens où le point  peut ne pas être modifié selon la direction donnée par cette contrainte, même si le faire donnerait une meilleure valeur de la fonction coût.
- Si une contrainte en inégalité est satisfaite en inégalité stricte, la contrainte est dite non saturée, dans le sens où le point pourrait être modifié selon la direction donnée par cette contrainte, bien qu'alors l'optimalité ne serait plus garantie. Si la contrainte est non saturée, le problème d'optimisation aurait la même solution en l'absence de cette contrainte.
- Si une contrainte n'est pas satisfaite en un point, celui-ci est dit non admissible.